# Asteriks w Hiszpanii
Asteriks w Hiszpanii (fr. Astérix en Hispanie) – czternasty album komiksu o przygodach Gala Asteriksa autorstwa René Goscinnego (scenariusz) i Alberta Uderzo (rysunki).
Komiks ukazywał się początkowo w odcinkach, na łamach francuskiego czasopisma Pilote, w 1969 r. W tym samym roku został wydany w formie albumu.
Pierwsze polskie wydanie (w tłumaczeniu Jolanty Sztuczyńskiej) pochodzi z 1999 r.

## Fabuła
Po bitwie pod Mundą Cezar podporządkował sobie całą Hiszpanię i włączył ją do Imperium Rzymskiego. Jak się jednak przekonuje, niedaleko Mundy znajduje się wioska Iberów, wciąż stawiająca opór Rzymianom. Aby przełamać opór mieszkańców, Cezar zabiera ze sobą – w charakterze zakładnika – Pepe, syna wodza wioski, Cebullanki y Grzanki.
Młody zakładnik zostaje wysłany do obozu Rabarbarum. Po drodze Pepe trafia na Asteriksa i Obeliksa, którzy pozbywają się rzymskiej eskorty i zabierają chłopaka do swojej wioski. Po tym, jak dziecko daje się Galom we znaki, decydują się odprowadzić je z powrotem do rodzinnej Hiszpanii.